# Важносни ред одликовања СФРЈ
Важносни редослед одликовања Социјалистичке Федеративне Републике Југославије.

## Одликовања
|     | Одликовање                                                | Заменица                    | Датум установљавања         | Ранг одликовања             | Број одликованих           |
| --- | --------------------------------------------------------- | --------------------------- | --------------------------- | --------------------------- | -------------------------- |
| 1.  | Орден југословенске звезде                                | Орден југословенске звезде  | Орден југословенске звезде  | Орден југословенске звезде  | Орден југословенске звезде |
| 1.  | Орден југословенске велике звезде                         |                             | 1. март 1961.               | 1                           | 127                        |
| 1.  | Орден југословенске звезде с лентом                       |                             | 1. фебруар 1954.            | 6                           | 159                        |
| 1.  | Орден југословенске звезде са златним венцем              |                             | 1. фебруар 1954.            | 14                          | 320                        |
| 1.  | Орден југословенске звезде на огрлици                     |                             | 1. фебруар 1954.            | 24                          | 322                        |
| 2.  | Орден слободе                                             |                             | 9. јун 1945.                | 2                           | 7                          |
| 3.  | Орден народног хероја                                     |                             | 15. август 1943.            | 3                           | 1.322                      |
| 4.  | Орден јунака социјалистичког рада                         |                             | 8. децембар 1948.           | 4                           | 114                        |
| 5.  | Орден народног ослобођења                                 |                             | 15. август 1943.            | 5                           | 262                        |
| 6.  | Орден ратне заставе                                       |                             | 29. децембар 1951.          | 7                           | 205                        |
| 7.  | Орден југословенске заставе                               | Орден југословенске заставе | Орден југословенске заставе | Орден југословенске заставе |                            |
| 7.  | Орден југословенске заставе са лентом                     |                             | 26. новембар 1947.          | 8                           | 1.421                      |
| 7.  | Орден југословенске заставе са златним венцем             |                             | 14. новембар 1955.          | 19                          | 1.300                      |
| 7.  | Орден југословенске заставе са златном звездом на орглици |                             | 26. новембар 1947.          | 28                          | 1.443                      |
| 7.  | Орден југословенске заставе са златном звездом            |                             | 26. новембар 1947.          | 32                          | 955                        |
| 7.  | Орден југословенске заставе са сребрном звездом           |                             | 26. новембар 1947.          | 35                          | 769                        |
| 8.  | Орден партизанске звезде                                  | Орден партизанске звезде    | Орден партизанске звезде    | Орден партизанске звезде    |                            |
| 8.  | Орден партизанске звезде са златним венцем                |                             | 15. август 1943.            | 9                           | 627                        |
| 8.  | Орден партизанске звезде са сребрним венцем               |                             | 15. август 1943.            | 17                          | 1.531                      |
| 8.  | Орден партизанске звезде са пушкама                       |                             | 15. август 1943.            | 29                          | 10.384                     |
| 9.  | Орден Републике                                           | Орден Републике             | Орден Републике             | Орден Републике             |                            |
| 9.  | Орден Републике са златним венцем                         |                             | 2. јул 1960.                | 10                          | 1.150                      |
| 9.  | Орден Републике са сребрним венцем                        |                             | 2. јул 1960.                | 18                          | 6.310                      |
| 9.  | Орден Републике са бронзаним венцем                       |                             | 2. јул 1960.                | 27                          | 11.088                     |
| 10. | Орден заслуга за народ                                    | Орден заслуга за народ      | Орден заслуга за народ      | Орден заслуга за народ      |                            |
| 10. | Орден заслуга за народ са златном звездом                 |                             | 9. јун 1945.                | 11                          | 4.668                      |
| 10. | Орден заслуга за народ са сребрним зрацима                |                             | 9. јун 1945.                | 20                          | 39.534                     |
| 10. | Орден заслуга за народ са сребрном звездом                |                             | 9. јун 1945.                | 30                          | 282.864                    |
| 11. | Орден братства и јединства                                | Орден братства и јединства  | Орден братства и јединства  | Орден братства и јединства  |                            |
| 11. | Орден братства и јединства са златним венцем              |                             | 15. август 1943.            | 12                          | 3.870                      |
| 11. | Орден братства и јединства са сребрним венцем             |                             | 15. август 1943.            | 21                          | 55.675                     |
| 12. | Орден народне армије                                      | Орден народне армије        | Орден народне армије        | Орден народне армије        |                            |
| 12. | Орден народне армије са ловоровим венцем                  |                             | 29. децембар 1951.          | 13                          | 536                        |
| 12. | Орден народне армије са златном звездом                   |                             | 29. децембар 1951.          | 22                          | 9.137                      |
| 12. | Орден народне армије са сребрном звездом                  |                             | 29. децембар 1951.          | 31                          | 45.384                     |
| 13. | Орден рада                                                | Орден рада                  | Орден рада                  | Орден рада                  |                            |
| 13. | Орден рада са црвеном заставом                            |                             | 1. мај 1945.                | 15                          | 7.096                      |
| 13. | Орден рада са златним венцем                              |                             | 1. мај 1945.                | 25                          | 36.338                     |
| 13. | Орден рада са сребрним венцем                             |                             | 1. мај 1945.                | 33                          | 182.910                    |
| 14. | Орден за војне заслуге                                    | Орден за војне заслуге      | Орден за војне заслуге      | Орден за војне заслуге      |                            |
| 14. | Орден за војне заслуге са великом звездом                 |                             | 29. децембар 1951.          | 16                          | 2.609                      |
| 14. | Орден за војне заслуге са златним мачевима                |                             | 29. децембар 1951.          | 26                          | 24.141                     |
| 14. | Орден за војне заслуге са сребрним мачевима               |                             | 29. децембар 1951.          | 34                          | 94.685                     |
| 15. | Орден за храброст                                         |                             | 15. август 1943.            | 23                          | 120.636                    |

## Медаље

### Медаље за грађанске и војне заслуге
| Ранг | Медаља                    | Заменица | Датум установљења  | Број одликованих |
| ---- | ------------------------- | -------- | ------------------ | ---------------- |
| 1    | Медаља за храброст        |          | 15. август 1943.   | 205.590          |
| 2    | Медаља заслуге за народ   |          | 9. јун 1945.       | 430.666          |
| 3    | Медаља рада               |          | 1. мај 1945        | 133.233          |
| 4    | Медаља за војне заслуге   |          | 1. јануар 1952.    | 87.699           |
| 5    | Медаља за војничке врлине |          | 29. децембра 1951. | 115.589          |
| 6    | Медаља за заслуге         |          | 1955.              | 845              |

### Спомен медаље
| Медаља                                                                | Заменица | Датум установљења   | Број одликованих |
| --------------------------------------------------------------------- | -------- | ------------------- | ---------------- |
| Партизанска споменица 1941.                                           |          | 14. септембар 1944. | 27.750           |
| Медаља „10 година Југословенске армије“                               |          | 1951.               |                  |
| Медаља „20 година Југословенске народне армије“                       |          | 1961.               |                  |
| Медаља „30 година Југословенске народне армије“                       |          | 1971.               |                  |
| Медаља „40 година Југословенске народне армије“                       |          | 1981.               |                  |
| Медаља „50 година Југословенске народне армије“                       |          | 1991.               |                  |
| Медаља „Одличном стрелцу“                                             |          | 1953.               |                  |
| Спомен-медаља путовања Јосипа Броза Тита у Индију и Бурму 1954-1955.  |          | 1955.               | 1.200            |
| Медаља Савеза бораца за Југословене учеснике Шпанског грађанског рата |          | 1956.               | 250              |
| Медаља „УНЕФ“ припадника ЈНА током Суецко-синајског рата              |          | 1958.               |                  |
| Медаља „Смрт фашизму — слобода народу“                                |          | 1965.               | 7.960            |
| Медаља Вис                                                            |          | 1965.               |                  |
| Медаља „30 година победе на фашизмом“                                 |          | 1975.               |                  |
| Медаља „УНИМОГ“ припадника ЈНА током Ирачко-иранског рата             |          | 1988.               |                  |